# Vira-Vira
"Vira-Vira" é uma canção da banda de rock brasileira Mamonas Assassinas, lançada originalmente no seu álbum homônimo de estreia. Foi a 2ª canção mais tocada no país no ano de 1995. A canção, uma das primeiras do disco a ser lançada, tornou-se uma espécie de hino da banda. A canção é uma referência ao cantor português Roberto Leal e as canções "Arrebita" e "Na Casa Da Mariquinha", lançadas no início e no meio dos anos 1970.
Em 2010 Roberto Leal "parodiou" Vira-Vira como forma de homenagem à banda, relançando com o nome "A Festa Ainda Pode Ser Bonita" ou "O Vira".
Em Portugal, a canção foi muito associada a escândalos de corrupção política.

## Temática da canção
A canção é uma sátira ao gênero de folclore português Vira e nas canções "A casa da Mariquinha" e "Arrebita", de Roberto Leal, apresentando a melodia desta última. Roberto Leal, posteriormente à morte dos membros da banda, gravou a canção "A Festa Ainda Pode Ser Bonita" em homenagem a eles.
Sua letra é inspirada em uma piada do humorista Costinha, presente no álbum O Peru da Festa 2, e conta a história de um português que foi convidado para uma orgia (também conhecida como suruba). Por não saber do que se tratava, ele enviou sua esposa para ir em seu lugar. Ela volta uma semana depois, cheia de dores, sendo vítima da zombaria do português. No final da canção, ele acaba sentindo indiretamente o que a esposa passou, com o último verso: "Ai, como dói!".

## Formatos e faixas
- CD single[9]

1. "Vira-Vira" - 2:21

## Videoclipe
O que poucas pessoas sabem é que os Mamonas chegaram a gravar 2 videoclipes. O mais famoso deles foi para a canção Pelados em Santos, quando a banda estava no auge de seu sucesso. O outro, que foi o primeiro que eles gravaram, foi o da canção Vira-Vira. Como eles gravaram quando ainda tinham poucos recursos, o clipe é bem precário. Júlio Rasec, inclusive, contou um dia para sua avó: ‘Eu apareço, sim, vó, olha ali no fundo’.